# 戛氏马先蒿
戛氏马先蒿（学名：Pedicularis gagnepainiana）是列当科马先蒿属的植物，是中国的特有植物。分布于中国大陆的贵州等地，目前尚未由人工引种栽培。戛氏马先蒿是多年生草本植物。有简单或稍分枝的根。茎圆筒形或微有角，高可达30厘米。花期为十个月。
　